# Брон, Франсуа
Франсуа Браун, во французской транскрипции Франсуа Брон (фр. François Braun; род. в 1962, Бельфор) — французский врач и политик. Министр здравоохранения и профилактики (2022—2023).

## Биография
Родился в 1962 году в семье врачей, на пятом году обучения в Университетском и региональном больничном центре в Нанси начал специализироваться в скорой медицинской помощи.
Около 20 лет работал по специальности в Вердене, с 2010 года работал в региональном медицинском центре Мец-Тьонвиль, в 2014 году возглавил профсоюз работников скорой помощи. В 2020 году участвовал в организации срочных перевозок больных COVID-19 скоростными поездами TGV.
4 июля 2022 года получил портфель министра здравоохранения и профилактики при формировании второго правительства Элизабет Борн.
20 июля 2023 года в ходе серии кадровых перестановок в правительстве выведен из его состава (новым министром здравоохранения назначен Орельян Руссо).